# Eucera basizona
Eucera basizona är en biart som först beskrevs av Maximilian Spinola 1839.  Eucera basizona ingår i släktet långhornsbin, och familjen långtungebin. Inga underarter finns listade i Catalogue of Life.